# Ковшов, Сергей Геннадьевич
Сергей Геннадьевич Ковшов (7 августа 1960) — советский и узбекистанский футболист, защитник, тренер.

## Биография
В начале карьеры выступал за дубль ташкентского «Пахтакора» и за клуб второй лиги «Хива».
Летом 1980 года был привлечён в основной состав «Пахтакора». Дебютировал в высшей лиге СССР 17 августа 1980 года в матче против «Кубани», заменив на 78-й минуте Владимира Кухлевского. Всего за ташкентский клуб сыграл в этот период 16 матчей в высшей лиге — 4 игры осенью 1980 года и 12 матчей — в первой половине сезона 1981 года.
Летом 1981 года перешёл в клуб второй лиги «Динамо» (Самарканд), а затем три года играл в первой лиге за «Звезду» (Джизак). После ухода из «Звезды» два года не выступал в соревнованиях мастеров. В 1987 году вернулся в «Пахтакор», игравший в то время в первой лиге, провёл за три неполных сезона более 90 матчей. В последних двух сезонах первенства СССР играл во второй низшей лиге за ташкентский «Трактор».
После распада СССР играл за клубы высшей лиги Узбекистана — «Навбахор» (Наманган), «Согдиана» (Джизак), «Нурафшон» (Бухара), «Динамо»/«Хорезм» (Ургенч), «Зарафшан» (Навои). В составе «Навбахора» — обладатель Кубка Узбекистана 1992 года, в составе «Нурафшона» — серебряный призёр чемпионата 1994 года. Всего в высшей лиге Узбекистана сыграл 188 матчей и забил 15 голов.
После окончания игровой карьеры начал работать тренером в дубле «Пахтакора». Затем возглавлял ряд клубов высшего дивизиона — «Шуртан» (Гузар), «Локомотив» (Ташкент). На февраль 2009 года — снова главный тренер дубля «Пахтакора». В октябре 2009 года назначен главным тренером «Навбахора». По состоянию на 2012 год снова работал в дубле «Пахтакора», ассистировал Нумону Хасанову. С сентября 2015 года до конца сезона возглавлял «Андижан». В мае-июне 2016 года исполнял обязанности главного тренера клуба «Коканд 1912». В 2017 году тренировал клуб первой лиги «Сурхан» (Термез). В январе 2018 года планировалось его назначение в «Цементчи» (Кувасай), однако уже 27 января он был назначен главным тренером ферганского «Нефтчи», который под его руководством занял последнее место и вылетел из высшего дивизиона. В апреле 2019 года назначен тренером «Шуртана», где работал до конца года.
Принимал участие в матчах ветеранов.

## Достижения (как игрок)
- Серебряный призёр чемпионата Узбекистана: 1994
- Обладатель Кубка Узбекистана: 1992